# Oberonioides microtatantha
Oberonioides microtatantha là một loài thực vật có hoa trong họ Lan. Loài này được (Tang & F.T.Wang) Szlach. mô tả khoa học đầu tiên năm 1995.